# WAG/Rij-rat

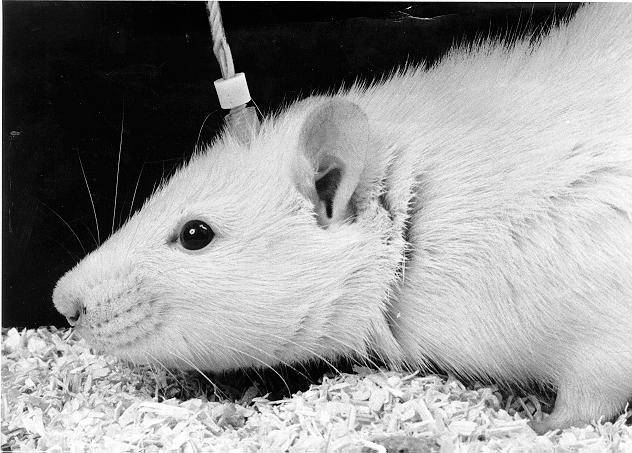
Rat met elektrode

De WAG/Rij-rat (Wistar Albino Glaxo/Rij-rat) is een in Nederland beschikbare inteeltstam van ratten die spontaan epileptische aanvallen vertoont, die lijken op aanvallen zoals die bij de mens voorkomen.

## Model voor absence-epilepsie
Zowel het klinisch beeld als de elektro-encefalografische verschijnselen doen sterk denken aan die welke bij kinderen met absence-epilepsie te zien zijn. Zowel kinderen als ratten vertonen een daling in het bewustzijn indien in het EEG de aanvallen zichtbaar zijn.

## Wetenschappelijk onderzoek
De afdeling Biologische Psychologie van de Radboud Universiteit Nijmegen heeft veel ervaring opgedaan met dit diermodel: er zijn zowel gedragsmatige als elektrofysiologische, neurochemische en genetische onderzoeken gedaan. Er wordt samengewerkt met andere afdelingen van de universiteit, met biologen, farmacologen, fysici, anesthesiologen, anatomen en clinici. Ook op andere plaatsen in de wereld wordt met dit epilepsiemodel gewerkt. Met dit rattenmodel is onder meer ontdekt, dat de voor absence epilepsie typerende EEG verschijnselen, de piek-golf ontladingen, een focale corticale oorsprong hebben. Inmiddels krijgt deze corticale theorie steeds meer erkenning.